# Atomic Kitten
Le Atomic Kitten sono un girl group pop britannico, originario di Liverpool e composto da Liz "Lil" McClarnon, Natasha "Tash" Hamilton, e Jennifer "Jenny" Frost, con quest'ultima che ha preso il posto di Kerry Katona ancora agli inizi della loro carriera.
Il trio ha venduto più di 12 milioni di copie con soli tre album, e di 8 milioni di singoli in tutto il mondo.
Tutti i loro singoli sono entrati nella top 10 britannica, eccetto Follow Me (2000), tra i quali le tre number 1 hit, Whole Again, Eternal Flame e The Tide Is High.
Gli album incisi dal gruppo hanno raggiunto le vette delle classifiche britanniche e di molti altri Paesi europei, asiatici e oceanici.

## Storia del gruppo

### Formazione e inizi
Le Atomic Kitten si formarono a Liverpool nel 1997 grazie a Andy McCluskey, membro della band anni ottanta Orchestral Manoeuvres in the Dark, e il gruppo comprendeva in origine Heidi India Range, che però lasciò la band dopo la registrazione di alcuni demo, per entrare nel 2001 nel gruppo delle Sugababes. Il gruppo era originariamente chiamato Honeyhead, ma successivamente venne cambiato in Automatic Kittens, il nome dell'etichetta del loro designer, e abbreviato infine in Atomic Kitten. Il trio iniziò la sua carriera discografica nel 1999 e comprendeva Natasha Maria Hamilton, Elizabeth Margaret McClarnon e Kerry Jayne Elizabeth Katona.
Il singolo di debutto è stato Right Now, che fu messo in commercio in Gran Bretagna, Asia e Oceania. Il singolo debuttò alla posizione 10 nella top 40 britannica, alla 40 in Nuova Zelanda e 46 in Australia. Dopo la pubblicazione del loro primo singolo, le Atomic Kitten decisero di intraprendere un mini-tour in Asia, dove decisero di pubblicare la loro prima ballata, Cradle, che raggiunse la prima posizione nella classifica asiatica. Nel marzo 2000 il secondo singolo See Ya fu pubblicato ottenendo la posizione numero 6 nella classifica britannica. Il singolo fu usato come pubblicità per la campagna italiana della Fiat per l'Europa.
Nel luglio 2000 pubblicarono il terzo singolo I Want Your Love che divenne un'altra "top 10" nella classifica britannica. Da quel momento si cominciò sempre più a sentir parlare delle Atomic Kitten nelle riviste di intrattenimento e di musica, fino a quando gli Steps, una pop band inglese, non decise di invitarle come supporto nel loro Arena Tour. Nell'ottobre 2000 fu pubblicato il loro quarto e ultimo singolo Follow Me, in vista dell'uscita del loro album di debutto. Il singolo non riuscì a raggiungere la top 10, piazzandosi alla ventesima posizione della classifica britannica.
Alla fine dell'ottobre 2000 giunse il momento di pubblicare il loro primo album di debutto, intitolato Right Now dall'omonimo primo singolo. L'album comprendeva 12 tracce di un pop alternativo, con poche ballate, e fu un insuccesso nelle classifiche, vendendo pochissime copie e piazzandosi alla posizione numero 39 della Official Albums Chart. L'album fu pubblicato anche in Asia dove trovò un esiguo successo. L'insuccesso dell'ultimo singolo estratto e il debutto non soddisfacente dell'album poteva significare la fine del trio delle Atomic Kitten. Nonostante tutto però, nel dicembre 2000 il gruppo fu premiato come "Miglior Nuovo Arrivo" ai "Disney Awards" e agli "Smash Hits Awards".

### Primi anni 2000
Agli inizi del 2001 una dei membri del gruppo, Kerry Katona decise di lasciare la band per dedicarsi alla sua gravidanza e a una carriera da conduttrice televisiva. Il suo posto fu immediatamente preso da Jennifer Frost, un membro della band delle Precious, gruppo femminile britannico, già amica di Liz e Natasha in precedenza. La casa discografica decise di dare un'altra possibilità al gruppo, e insieme ri-registrarono una ballata appartenente al primo CD, Whole Again. Il singolo, pubblicato alla fine del gennaio 2001, divenne il più grande successo della band nella sua storia.
Vendute più di 900.000 copie solo in Inghilterra, rimase nella prima posizione per quattro settimane nella classifica britannica e si piazzò in prima posizione anche in 19 paesi fra l'Europa, l'Asia e l'Oceania, vendendo globalmente 1.500.000 copie. Con l'avvento di questa nuova era delle Atomic Kitten, fu deciso di ri-registrare il primo album Right Now con la voce di Jenny e includendo nuove tracce (Eternal Flame, Tomorrow and Tonight e You Are) rispetto alla versione precedente, rendendo così l'album di un pop più maturo. L'album fu pubblicato nel maggio 2001 e raggiunse immediatamente la posizione numero 1 nella classifica britannica, vendendo 1.000.000 di copie solamente in Gran Bretagna e ricevendo così due dischi di platino. Il CD entrò nella "top 10" di molti altri Paesi europei e si piazzò alla posizione numero 12 in Nuova Zelanda.
Nel mese successivo, giugno 2001, fu pubblicato il secondo singolo della nuova versione dell'album, Eternal Flame, una cover della famosa band The Bangles. Il singolo fu un'ulteriore successo raggiungendo anch'esso la posizione numero 1 in Gran Bretagna, vendendo più di 200.000 copie solo nella prima settimana. Raggiunse la prima posizione anche in altri Paesi europei (Paesi Bassi, Belgio) e in Nuova Zelanda. Come terzo e ultimo singolo fu scelto You Are, la canzone dell'album preferita dai fans, e fu pianificata un'uscita natalizia, per quella che sarebbe diventata sicuramente un'altra prima posizione nella hitlist britannica. Ma il singolo fu pubblicato solamente in Nuova Zelanda, alla fine del novembre 2001, dove si posizionò alla posizione numero 12, e in alcuni Paesi europei, dove trovò stranamente poco successo nelle classifiche.
Nonostante fosse stato cancellato dalle uscite della Gran Bretagna, il singolo, disponibile solamente su importazione, riuscì comunque a entrare nella classifica britannica alla posizione 90. Alla fine del dicembre 2001, per concludere l'anno, il gruppo pubblicò il loro primo DVD biografico, So Far So Good, che si posizionò alla numero 20 della classifica dei DVD musicali britannici.

### Feels So Good
Dopo i vari successi che ebbero nel 2001, le Atomic Kitten erano pronte per un nuovo anno di altrettanti successi. Nel gennaio 2002 furono nominate ai BRIT Awards nelle categorie "Miglior Singolo Pop" e "Miglior Rivelazione". Nel marzo 2002 Natasha Hamilton annunciò di essere incinta del suo futuro figlio Josh e, al contrario di molte altre star, continuò lo stesso la sua carriera, non abbandonando il gruppo. Nell'aprile 2002 le ragazze intrapresero il loro primo vero tour in tutta la Gran Bretagna, che comprendeva 21 date ottenendo il "tutto esaurito".
Nel maggio 2002 giunse il momento per il primo singolo del loro secondo album, It's Ok! che si posizionò alla posizione numero 3 in Gran Bretagna e alla posizione 24 in Australia. Il singolo fu premiato come "Registrazione dell'anno" all'Heart Radio e il video fu diretto da Jake Nava, direttore di molti altri gruppi e star famosi, che iniziò con le Atomic Kitten una collaborazione che comprendeva tutti i video dei singoli del secondo album.
Nell'agosto 2002 Natasha diede alla luce il suo primo figlio, Josh, e una settimana dopo il gruppo pubblicò il secondo singolo estratto, The Tide Is High, un adattamento della versione della rock band giamaicana The Paragons. Il singolo divenne il terzo loro più grande successo, piazzandosi in cima alla classifica britannica per due settimane e della classifica neozelandese per quattro settimane. Raggiunse inoltre le prime posizioni delle top 10 di moltissimi Paesi europei e la quarta in Australia. Nel settembre 2002, mentre The Tide Is High era ancora in vetta alle classifiche, pubblicarono il loro secondo album, Feels So Good. Costituito da 14 tracce di vari generi, dal pop al punky, il CD fu intitolato così in onore della loro collaborazione con Kylie Minogue, che scrisse per il trio l'omonima canzone dell'album.
L'album fu, anch'esso, un successo immediato: furono vendute quasi due milioni di copie solo in Gran Bretagna conquistando tre dischi di platino. Debuttò nella prima posizione nelle classifiche britanniche e raggiunse le vette di moltissime classifiche dei Paesi europei, oceanici e americani (Messico, Argentina). Le Atomic Kitten divennero il primo gruppo, dopo le Spice Girls, ad avere sia l'album che il singolo al primo posto in classifica contemporaneamente. Come accompagnamento al CD, sempre nel settembre 2002, pubblicarono il loro primo libro autobiografico So Good So Far, scritto da Ian McLeish, e il loro primo DVD-live, Right Here Right Now Live, di una delle loro tappe del tour nazionale intrapreso ad aprile. Il DVD si posizionò alla prima posizione della classifica dei DVD musicali britannici.
Nel novembre 2002 fu pubblicato il loro terzo singolo estratto, The Last Goodbye che entrò nelle top 10 di diversi Paesi europei e raggiunse il decimo posto in Australia. In Gran Bretagna fu deciso, invece, di pubblicarlo in un unico formato insieme al quarto singolo estratto, Be with You, adattamento della canzone Last Train to London degli Electric Light Orchestra, rock band britannica. Il doppio singolo entrò nella classifica britannica conquistando la seconda posizione. Nel periodo gennaio-febbraio 2003 le Atomic Kitten decisero di aprire il nuovo anno con un tour all'estero, in particolare nel sud-est asiatico, le cui tappe includevano Singapore, Corea e Thailandia. Natasha, avendo un figlio e risentendo della sua mancanza, decise di portare il piccolo Josh con sé durante il tour.
Nel marzo 2003 fu pubblicato il loro quinto ed ultimo singolo del secondo album, Love Doesn't Have to Hurt, una ballata scritta appositamente per il gruppo da Susan Hoffs, membro della band The Bangles. Il singolo fu in commercio solo in Gran Bretagna e entrò nella classifica al quarto posto, dando al gruppo l'ennesima top 10 hit e mettendo fine alla seconda era piena di successi del gruppo. Con la conclusione del loro secondo album, le Atomic Kitten divennero indipendenti, terminando anche il rapporto della band con il loro scrittore e produttore Andy McCluskey, con il quale pare vi fosse una crescente tensione.

### Atomic Kitten: primo album americano
Conquistato ormai il successo e la celebrità in quasi tutti i paesi europei, asiatici e oceanici, alle Atomic Kitten mancava solo una parte del mondo da conquistare: l'America. Nell'aprile del 2003 fu deciso di pubblicare un album appositamente per l'America del nord intitolato Atomic Kitten. L'album prevedeva un misto di tracce tratte dal primo e dal secondo CD. L'album sfortunatamente fu un insuccesso, posizionando solamente alla posizione 102 della Billboard 200.
Sempre in aprile, The Tide Is High fu pubblicato nuovamente come singolo portante dell'album ed entrò nella Billboard chart alla posizione 42. La canzone fu, inoltre, utilizzata come colonna sonora per il film della Disney con Hilary Duff, Lizzie McGuire - Da liceale a popstar (2003). Nel maggio 2003 il gruppo fu invitato per una performance alla Fox Television Summer Mania Special e il trio cantò insieme alla leggenda del rock americano Alice Cooper. Successivamente il New York Post descrisse le ragazze come "irresistibili!". La band decise comunque di focalizzare la sua attenzione nel resto del mondo, dove già la loro celebrità era affermata.

### Ladies Night
Verso la fine del 2003 giunse il momento per il trio di registrare il loro terzo album in studio. Alla fine dell'ottobre 2003 fu pubblicato il loro primo singolo tratto dal nuovo album, If You Come to Me, una ballata che si posizionò alla terza posizione nella classifica britannica, nella top 10 di molti paesi europei, alla nona in Nuova Zelanda e alla posizione 31 in Australia. Successivamente all'inizio del novembre 2003 le Atomic Kitten pubblicarono il loro nuovo album, Ladies Night, che comprendeva una maggiore partecipazione da parte delle cantanti, che scrissero diverse tracce e diedero uno stampo più personale al CD.
Con questo album vi fu anche la loro prima collaborazione; il famoso gruppo jazz americano Kool and the Gang, decise di registrare una loro vecchia canzone in un modo più moderno e, cercando un gruppo femminile con cui cantarla, scelse le Atomic Kitten. Il titolo dell'album fu scelto in onore di questa collaborazione. Il disco entrò immediatamente nella classifica britannica alla quinta posizione, vendendo più di 1.500.000 copie e ricevendo due dischi di platino. Nel dicembre 2003 fu pubblicato il singolo di collaborazione con Kool and the Gang, Ladies' Night, che si piazzò alla ottava posizione nella classifica britannica, alla terza in Spagna, alla 39 in Australia e alla 24 della classifica mondiale.
La canzone fu usata inoltre come colonna sonora del film americano Quanto è difficile essere teenager! con Lindsay Lohan. A gennaio 2004 fu deciso di intraprendere un tour per promuovere il nuovo album e l'imminente uscita della loro prima raccolta, il Greatest Hits. Il tour divenne il loro primo "Arena Tour", divenendo così la prima band, dopo le Spice Girls, a intraprenderne uno. Alla fine del marzo 2004 fu pubblicato solo in Gran Bretagna il loro ultimo singolo del nuovo album, Someone Like Me, una ballata scritta da Liz, che si piazzò alla ottava posizione. Il singolo fu pubblicato in un unico formato insieme a una nuova versione del loro primo singolo di debutto, Right Now 2004.

### Scioglimento e pubblicazioni occasionali
Concluso il loro "Arena Tour", durante la loro ultima data, le Atomic Kitten annunciarono ai fan il loro scioglimento che però dissero non essere definitivo. Ciò fu dovuto al fatto che Natasha voleva passare più tempo con la sua famiglia, in particolare con suo figlio Josh, che non riusciva quasi più a vedere. Dopo la fine dell'Arena Tour e l'annuncio della loro rottura, al gruppo non rimaneva altro che pubblicare una raccolta di tutti i loro maggiori successi. Nell'aprile 2004 fu pubblicato il loro primo Greatest Hits, promosso in precedenza dal loro ultimo tour.
L'album debuttò alla quinta posizione della classifica britannica, vendendo più di 500.000 copie e conquistando un disco d'oro, alla ottava posizione in Nuova Zelanda e alla 89 in Messico. Come singolo portante era Right Now 2004, pubblicato nel marzo 2004 insieme a Someone Like Me, e posizionatosi al numero 8 nella classifica britannica. Successivamente venne pubblicato il loro secondo DVD live, Greatest Hits Live at Wembley Arena/The Greatest Video Hits, che comprendeva la loro ultima esibizione del loro ultimo concerto dell'"Arena Tour" e tutti i video dei loro singoli. Il DVD si posizionò in cima alla classifica britannica dei DVD musicali.
A un anno di distanza, nel maggio 2005 fu pubblicata solo in Gran Bretagna una compilation chiamata The Collection, che comprendeva singoli e tracce dei CD precedenti e bonus track. Il CD si classificò alla posizione numero 7 della classifica britannica delle compilation. Nell'agosto 2005 venne pubblicata solo in Asia un'altra compilation, Access All Areas: Remixed and B-Sides, che comprendeva un CD di tracce remixate, il DVD con i video dei singoli e l'esibizione all'arena di Wembley. Lo scioglimento del gruppo non significò la scomparsa definitiva: difatti, nel gennaio 2005, le Atomic Kitten registrarono una canzone, (I Wanna Be) Like Other Girls, per la colonna sonora del film Disney Mulan II.
Nel febbraio 2005 il gruppo pubblicò un nuovo singolo tratto dal loro Greatest Hits, Cradle 2005, una nuova versione dalla prima hit pubblicata solamente in Asia nel 2000. Il singolo fu pubblicato solo in Gran Bretagna e raggiunse la posizione 10 nella classifica britannica, e la posizione 35 in quella mondiale. Tutto il ricavato andò in beneficenza all'associazione "World Vision". Nell'agosto 2005 il trio si riunì per una performance a Cracovia, in Polonia, per il "Coca-Cola SoundWave Festival".
Un anno dopo, nel giugno 2006, le Atomic Kitten pubblicarono un altro singolo, All Together Now (Strong Together), un adattamento dell'omonima canzone della band britannica The Farm. La canzone servì come supporto ai mondiali di calcio del 2006, e fu presa dall'album ufficiale FIFA 2006 World Cup Hits. Il singolo fu pubblicato solo in Germania, dove si svolsero i mondiali, e si classificò alla posizione 16 della classifica tedesca. Il brano doveva anche essere pubblicato in Gran Bretagna, ma successivamente l'uscita venne cancellata.
Tutto il ricavato andò in beneficenza all'associazione "SOS Children's Villages".

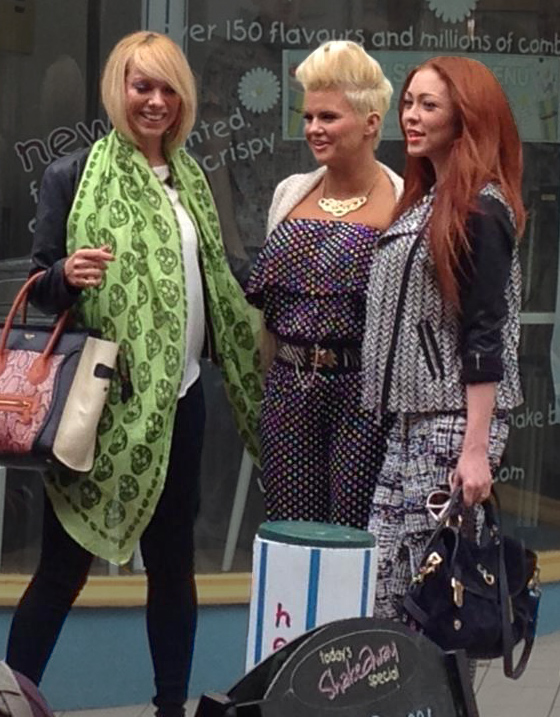
Le Atomic Kitten nel 2013

Nel dicembre 2006 il gruppo fece una performance di beneficenza all'Empire Theatre di Liverpool, per supportare la causa di Michael Shields, ragazzo che fu accusato ingiustamente dell'omicidio di un barman bulgaro, Martin Georgiev. Successivamente il gruppo fu scelto dalla Nokia per un'esibizione in onore del "Nokia's New Year's Eve" di Hong Kong, e alla vigilia di fine anno 2006 la band si esibì all'Ocean Terminal della capitale cinese, in contemporanea con altri artisti di fama mondiale (Nelly Furtado, The Black Eyed Peas, Rihanna) che si esibirono in altre città per lo stesso evento.
Un anno dopo, nel gennaio 2008, le Atomic Kitten pubblicarono un nuovo singolo, Anyone Who Had a Heart, cover della famosa cantante statunitense Dionne Warwick. La canzone fu scelta come singolo principale in onore dell'evento "Number One Project", e fu presa dall'album Liverpool: The Number Ones, che raccoglieva tutte le cover dei maggiori successi di Liverpool, scelta come capitale della cultura del 2008.
Il singolo fu pubblicato solo in Gran Bretagna in formato digitale, e si posizionò nella prima posizione della classifica "7digital" e alla 72 della classifica di iTunes. Tutto il ricavato andò in beneficenza alle sei associazioni "Merseyside charities".
Dopo la pubblicazione di Anyone Who Had a Heart seguirono diverse apparizioni e performance per promuoverlo. Durante la settimana della pubblicazione il trio fu invitato nel famoso programma britannico "GMTV", si esibì alla festa del "Number One Project" all'Echo Arena di Liverpool, fu intervistato al programma "Radio 1's Scott Mills Show"; nel febbraio 2008 fece un mini-concerto al G-A-Y di Londra e comparve nel programma britannico Loose Women.
Il 12 luglio 2008 le Atomic Kitten si esibirono in un piccolo show per il "Festival Too" di King's Lynn, cittadina inglese. Parallelamente, nel periodo 2006-2010, le ragazze del gruppo si sono dedicate ad altri progetti soprattutto televisivi.

### Reunion
Nel marzo 2012, Natasha Hamilton ha confermato che il gruppo si riunisce per un tour estivo con la formazione originale, composta quindi dalla Hamilton, da Liz McCulron e da Kerry Katona. Nel 2013 prendono parte al docu-reality The Big Reunion, incentrato proprio sulla riunione del gruppo. La band tiene diversi concerti anche nel 2014.

## Formazione
Formazione attuale
- Liz McClarnon (1998-2004; 2012-presente)
- Natasha Hamilton (1999-2004; 2012-presente)
- Kerry Katona (1998-2001; 2012-presente)
- Jenny Frost (2001-2004; 2023-presente)
- Heidi Range (1998-1999; 2023-presente)

## Discografia

### Album in studio
- 2000 - Right Now
- 2002 - Feels so Good
- 2003 - Ladies Night